# Zawisie
Zawisie [zaˈviɕe] est un village polonais de la gmina de Radziłów dans le powiat de Grajewo et dans la voïvodie de Podlachie.